# Luis Valencia
Luis Valencia (* 1. Februar 2006 in Toluca de Lerdo) ist ein mexikanischer Eishockeyspieler, der seit 2023 bei der East Coast Militia in der Juniorenliga BEAST 18U spielt. Seine Brüder Daniel und Eduardo sind ebenfalls mexikanische Nationalspieler.

## Karriere
Luis Valencia begann seine Karriere in Kanada, wo er für die Toronto Titans und die North York Rangers spielte. 2022 wechselte er in die Vereinigten Staaten an die Milton Academy. Bei der OHL Priority Selection 2022 wurde er von den Niagara IceDogs in der zwölften Runde als insgesamt 227. Spieler ausgewählt, aber bisher noch nicht unter Vertrag genommen. Seit 2023 spielt er für East Coast Militia in der Juniorenliga BEAST 18U, steht aber auch weiterhin für das Team der Milton Academy auf dem Eis.

### International
Im Juniorenbereich spielte Valencia für Mexiko bei den U18-Weltmeisterschaften der Division III 2022, als er zum besten Spieler seiner Mannschaft gewählt wurde, und 2023, als er als Topscorer und Torschützenkönig auch zum besten Stürmer des Turniers und erneut zum besten Spieler seiner Mannschaft gewählt wurde, sowie den U20-Weltmeisterschaften der Division III 2022, als der Aufstieg in die Division II  gelang, und 2024 und der Division II 2023.
Mit der Herren-Nationalmannschaft seines Landes nahm Valencia erstmals an der Weltmeisterschaft der Division II 2023 teil.

## Erfolge und Auszeichnungen
- 2022 Aufstieg in die Division II, Gruppe B, bei der U20-Weltmeisterschaft der Division III
- 2023 Bester Stürmer, Topscorer und Torschützenkönig bei der U18-Weltmeisterschaft der Division III, Gruppe A